# Ventilago fascigera
Ventilago fascigera är en brakvedsväxtart som beskrevs av Jean Baptiste Louis Pierre. Ventilago fascigera ingår i släktet Ventilago och familjen brakvedsväxter. Inga underarter finns listade i Catalogue of Life.